# Eva María Amador Guillén
Eva María Amador Guillén (Torrent, 1957) és una política valenciana, diputada al Congrés dels Diputats en la V i VI legislatures.

## Biografia
Treballà com a funcionària de l'ajuntament de Torrent i s'afilià al Partit Popular, amb el qual fou escollida regidora a l'ajuntament de Torrent a les eleccions municipals espanyoles de 1991, on ha estat portaveu del grup popular. Ha estat escollida diputada per la província de València a les eleccions generals espanyoles de 1993 i 1996. Ha estat vocal de la Comissió Mixta dels Drets de la Dona (1993-1996) i vicepresidenta Segona de la Comissió d'Educació i Cultura (1996-2000)
El novembre de 2005 fou nomenada directora de la Delegació de la Comunitat Valenciana a Madrid, de la Presidència de la Generalitat Valenciana.